# درة شهر
درة شهر أو الصَّيمرة تاريخيًا، هي مدينة في إيران على الحدود مع العراق. يقدر عدد سكانها بـ 24,961 نسمة ومساحتها 3.05 كم2 وترتفع عن سطح البحر 660 متر.

## الاسم
كانت درة شهر تُدعى تاريخيًا الصَّيمرة في العصور الإسلاميَّة المُبكرة.

## المناخ
يظهر الجدول التالي التغييرات المناخية على مدار السنة لدره شهر:
| البيانات المناخية لـدره شهر                      | البيانات المناخية لـدره شهر | البيانات المناخية لـدره شهر | البيانات المناخية لـدره شهر | البيانات المناخية لـدره شهر | البيانات المناخية لـدره شهر | البيانات المناخية لـدره شهر | البيانات المناخية لـدره شهر | البيانات المناخية لـدره شهر | البيانات المناخية لـدره شهر | البيانات المناخية لـدره شهر | البيانات المناخية لـدره شهر | البيانات المناخية لـدره شهر | البيانات المناخية لـدره شهر |
| الشهر                                            | يناير                       | فبراير                      | مارس                        | أبريل                       | مايو                        | يونيو                       | يوليو                       | أغسطس                       | سبتمبر                      | أكتوبر                      | نوفمبر                      | ديسمبر                      | المعدل السنوي               |
| ------------------------------------------------ | --------------------------- | --------------------------- | --------------------------- | --------------------------- | --------------------------- | --------------------------- | --------------------------- | --------------------------- | --------------------------- | --------------------------- | --------------------------- | --------------------------- | --------------------------- |
| الدرجة القصوى °م (°ف)                            | 20.8 (69.4)                 | 25.6 (78.1)                 | 29.6 (85.3)                 | 34.4 (93.9)                 | 42.2 (108.0)                | 46.6 (115.9)                | 49 (120)                    | 48.8 (119.8)                | 46.6 (115.9)                | 38.4 (101.1)                | 30.2 (86.4)                 | 25.6 (78.1)                 | 49 (120)                    |
| متوسط درجة الحرارة الكبرى °م (°ف)                | 9.9 (49.8)                  | 12.1 (53.8)                 | 17.0 (62.6)                 | 22.7 (72.9)                 | 28.2 (82.8)                 | 35.2 (95.4)                 | 39.0 (102.2)                | 39.1 (102.4)                | 33.9 (93.0)                 | 26.8 (80.2)                 | 18.2 (64.8)                 | 11.9 (53.4)                 | 21.2 (70.2)                 |
| المتوسط اليومي °م (°ف)                           | 9.0 (48.2)                  | 10.5 (50.9)                 | 14.8 (58.6)                 | 20.8 (69.4)                 | 28.1 (82.6)                 | 35.6 (96.1)                 | 38.4 (101.1)                | 37.1 (98.8)                 | 32.3 (90.1)                 | 24.0 (75.2)                 | 13.2 (55.8)                 | 10.4 (50.7)                 | 22.85 (73.13)               |
| متوسط درجة الحرارة الصغرى °م (°ف)                | −1.2 (29.8)                 | 1.1 (34.0)                  | 4.1 (39.4)                  | 7.9 (46.2)                  | 11.8 (53.2)                 | 16.0 (60.8)                 | 19.9 (67.8)                 | 20.1 (68.2)                 | 14.2 (57.6)                 | 9.9 (49.8)                  | 5.0 (41.0)                  | 1.1 (34.0)                  | 9.05 (48.29)                |
| أدنى درجة حرارة °م (°ف)                          | −4.4 (24.1)                 | −3.4 (25.9)                 | 0.8 (33.4)                  | −2.6 (27.3)                 | 8.8 (47.8)                  | 10.8 (51.4)                 | 20.0 (68.0)                 | 21.6 (70.9)                 | 12.0 (53.6)                 | 6.0 (42.8)                  | −1.4 (29.5)                 | −3.2 (26.2)                 | −4.4 (24.1)                 |
| الهطول مم (إنش)                                  | 69.5 (2.74)                 | 72.0 (2.83)                 | 49.2 (1.94)                 | 55.9 (2.20)                 | 11.4 (0.45)                 | 0.2 (0.01)                  | 0.1 (0.00)                  | 0.1 (0.00)                  | 1.0 (0.04)                  | 25.5 (1.00)                 | 56.9 (2.24)                 | 60.2 (2.37)                 | 402 (15.82)                 |
| متوسط أيام هطول الأمطار (≥ 1.0 mm)               | 9.                          | 9.4                         | 10.1                        | 8.7                         | 3.9                         | 0.4                         | 0.3                         | 0.1                         | 0.0                         | 3.1                         | 6.3                         | 8.2                         | 59.5                        |
| متوسط الرطوبة النسبية (%)                        | 59                          | 66                          | 55                          | 37                          | 34                          | 20                          | 21                          | 23                          | 27                          | 31                          | 63                          | 67                          | 42                          |
| ساعات سطوع الشمس الشهرية                         | 188.9                       | 178.8                       | 187.5                       | 224.6                       | 260.4                       | 316.4                       | 313.8                       | 323.1                       | 262.9                       | 286.9                       | 199.8                       | 224.5                       | 2٬967٫6                     |
| المصدر: I.R. of Iran Meteorological Organization |                             |                             |                             |                             |                             |                             |                             |                             |                             |                             |                             |                             |                             |